# Rabia el-Adevijja
Rābiʻa al-ʻAdawiyya al-Qaysiyya (arap. رابعة العدوية القيسية) Rabia od Basre (717. – 801.) bila je sufijska učiteljica iz 8. stoljeća.
Rabija je rođena oko 717. godine u gradu Basri, u Iraku. U rodnom gradu je provela najveći dio života, najprije kao čuvena sviračica na flauti, a potom kao duhovni učitelj. Život joj je bio obilježen molitvama, osamom, duhovnim pjesništvom i kontemplacijom. Rabija je podigla nasljeđenu asketsku tradiciju do nove dimenzije kroz strastveni ljubavni misticizam. Ona je usvojila pojam ljubavi (ar. jiubb) kao najviši pojam svog mističkog iskustva i potrage za Istinom. Njena ljubav prema Bogu bila je apsolutna i ekskluzivna u odnosu na sve drugo, ne dopuštajući prostor niti za strah od pakla niti za želju za rajem niti za mržnju prema Sotoni. Dogmatska određenja Raja i Pakla Rabija je smatrala "zastorima" koji priječe pogled hodočasnika da gleda Boga živoga. Molitva Rabie al-Adawiyye bila je: "O Bože, ako te obožavam iz straha od pakla, tada daj neka u paklu izgorim, ako te obožavam radi nade u raj, onda mi ga ne daj. No ako te obožavam zarad tebe samoga, ne ustegni od mene svoju vječnu krasotu!"
Ona sama iza sebe nije ostavila pisanih tragova. Za njen život se vezuju mnoge duhovne priče koje je ponekad teško razlučiti od legende. Njen uticaj je rastao kroz popularne i maštovite anegdote o njenom životu, koje su kružile i bile zapisivane. Tako npr, kad su Rabiju zvali da izađe iz svoje kuće i "posvjedoči o čudima Božjeg stvaranja", njen odgovor je bio: "Uđi u kuću i pogledaj ih", tj. uđi u samo srce kontemplacije jednosti koja je iznad mnogostrukosti stvarnosti.
Rabija je preminula u dubokoj starosti u Basri 185/801 godine.

## Vanjske poveznice
- Sufimaster.org - Teachings  Arhivirana inačica izvorne stranice od 4. ožujka 2016. (Wayback Machine)
- Islam i duhovni život: sufizam (Poglavlje iz knjige: «ŽIVI ISLAM», Izdavač: El-Kalem, Sarajevo, 2000. god.)